# Pediobius kalpetticus
Pediobius kalpetticus är en stekelart som beskrevs av T.C. Narendran och Santhosh 2005. Pediobius kalpetticus ingår i släktet Pediobius och familjen finglanssteklar. Inga underarter finns listade i Catalogue of Life.